# Sources thermales de Benja
Les sources thermales de Benja (en albanais : Ujërat Termale të Bënjës), sont des sources thermales situées dans la municipalité de Përmet dans le sud de l'Albanie. Elles sont reconnues comme zone protégée en 2002 et couvrent une superficie de 0,6 hectare.